# Vuitanta-sis contes
Vuitanta-sis contes és un recull de contes de Quim Monzó, publicat l'any 1999.

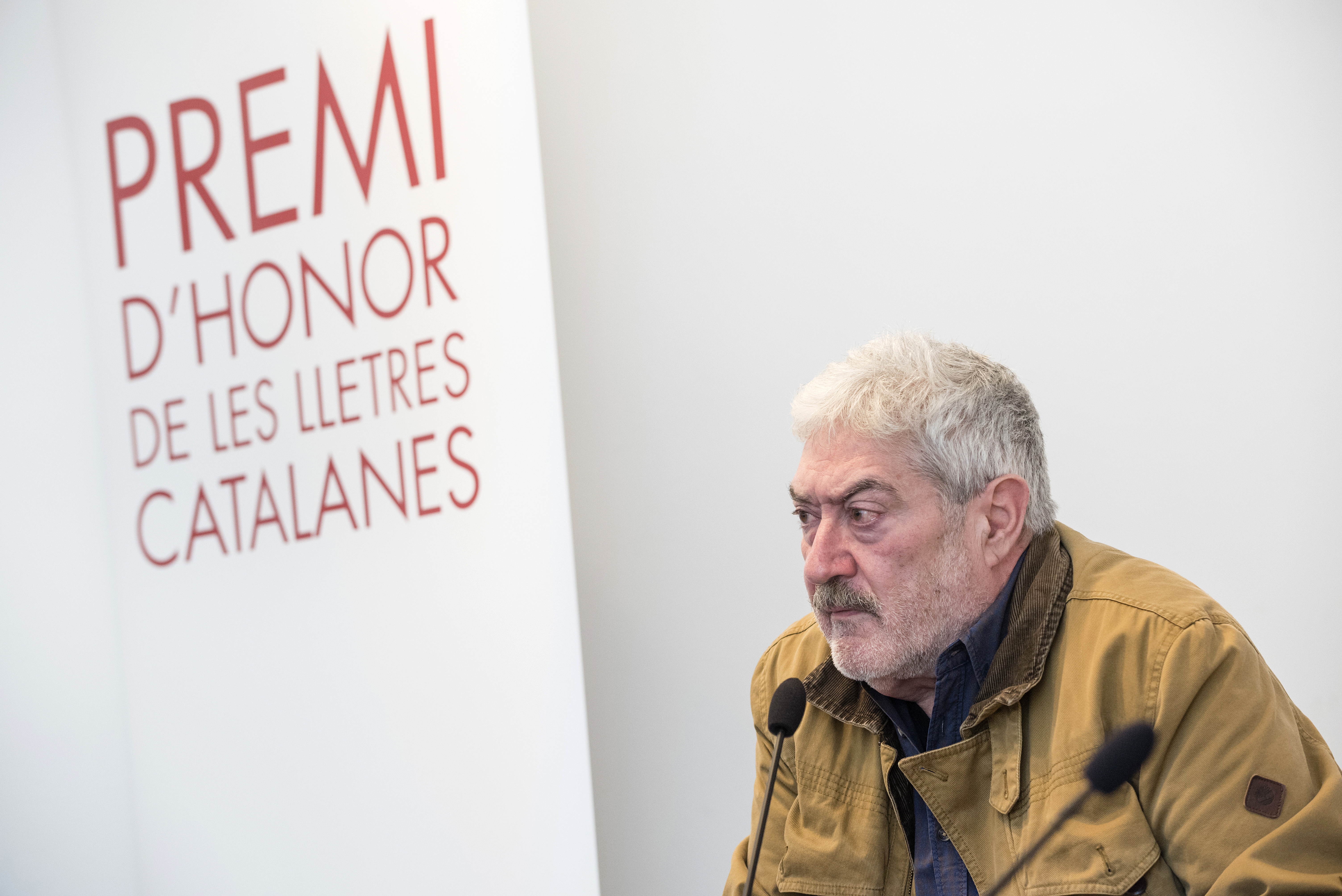
Quim Monzó

El volum està integrat per cinc llibres de relats publicats anteriorment de manera independent. Els Vuitanta-sis contes han rebut el Premi Nacional de Literatura (2000) i la Lletra d'Or (2000). Han estat traduïts al castellà.

## Contingut del llibre
L’edició conjunta dels textos de Monzó revela canvis destacables respecte a les versions originals. En el cas de Uf, va dir ell (1978), el primer recull, s’han suprimit cinc relats molt breus, gairebé anecdòtics, que ocupaven tot just una pàgina. També s’hi aprecia una revisió estilística significativa: l’autor modifica el lèxic i la sintaxi per adaptar-los a un català col·loquial, creant així una major harmonia entre les parts narratives i els diàlegs.
Pel que fa a Olivetti, Moulinex, Chaffoteaux et Maury (1980), el to oníric es manté com a eix central, amb temes que exploren el concepte del doble, la rebel·lió dels objectes i la dilució dels límits entre realitat i ficció. En canvi, a L’illa de Maians (1985), l'autor dirigeix la seva atenció cap a una reflexió crítica i burlesca sobre el llenguatge i el procés creatiu, emfasitzant les vanitats del món literari.
Als anys noranta,  El perquè de tot plegat (1993) aporta nous temes sense renunciar a l’estil característic de l’autor. Els relats es divideixen en dues línies principals: d’una banda, els conflictes quotidians i les tensions en les relacions de parella; de l’altra, la reescriptura irònica de faules tradicionals.
Finalment,  Guadalajara (1996), Monzó és dominat per una constant tensió metanarrativa, i al relat juga a la deformació d’episodis literaris ben coneguts, des de la lectura grotesca de la preparació del Cavall de Troia o  fins al capgirament de la història de La metamorfosi kafkiana on l'insecte recupera la seva forma humana. Altres vegades, l’exageració dels actes heroics d’alguns personatges (Robin Hood o Guillem Tell) produeixen conseqüències que s’oposen a les intencions més nobles dels protagonistes